# Stan przedrzucawkowy
Stan przedrzucawkowy, preeklampsja – zespół objawów chorobowych pojawiających się po 20. tygodniu ciąży, w okresie porodu lub połogu. 
Stan przedrzucawkowy charakteryzuje się podwyższonym ciśnieniem tętniczym krwi (>140/90 mm Hg), któremu towarzyszy znamienny białkomocz (utrata >300 mg białka na dobę). Nawet jeśli białkomocz jest nieobecny, chorobę można stwierdzić na podstawie objawów dodatkowych, takich jak bóle głowy, nieostre widzenie, bóle w nadbrzuszu, a w badaniach laboratoryjnych małopłytkowość i wzrost aktywności enzymów wątrobowych.